# Ronda de la Universitat

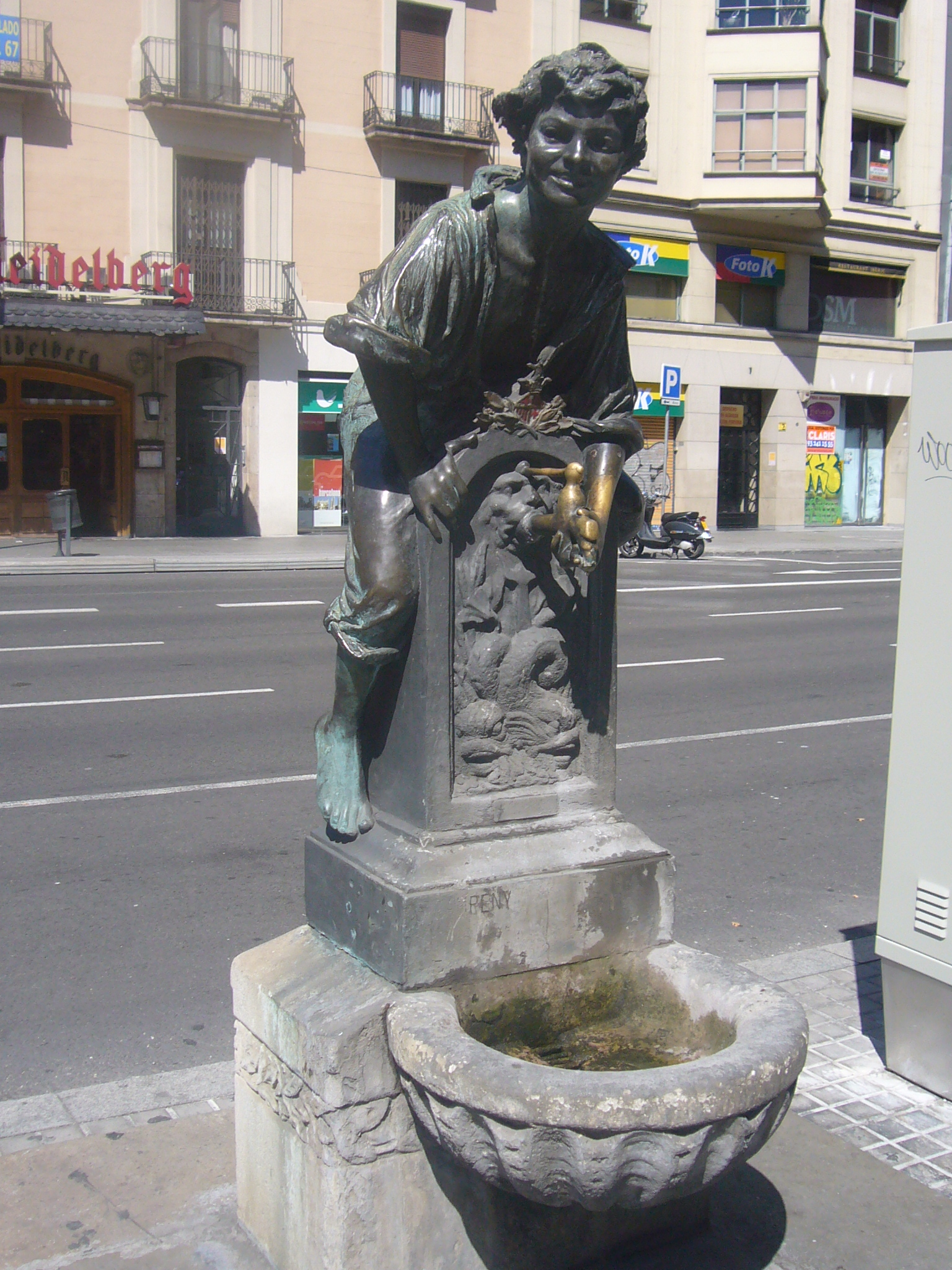
Font del Trinxa, obra de Josep Campeny i Santamaria

La Ronda de la Universitat forma part del circuit de les antigues Rondes de Barcelona, que separen la Ciutat Vella de la ciutat nova o Eixample. Connecta la plaça de la Universitat amb la plaça de Catalunya.

## Història
El seu nom prové de l'edifici històric de la Universitat de Barcelona, que des de 1871 va acollir tots els ensenyaments universitaris de la ciutat.

## Edificis i monuments
Prop de la cantonada amb Pelai, hi ha la Font del Trinxa, obra de l'escultor Josep Campeny i Santamaria (Igualada, 1858 - Barcelona, 1922). A la ronda hi ha catalogats com a béns culturals d'interès local l'edifici d'oficines de l'antiga Hispano Olivetti (núm. 18) i la botiga de Paviments Escofet (núm. 20), on actualment hi ha un supermercat ecològic.